# Tipula flavicosta
Tipula flavicosta är en tvåvingeart som beskrevs av Alexander 1915. Tipula flavicosta ingår i släktet Tipula och familjen storharkrankar. Inga underarter finns listade i Catalogue of Life.